# Lady Frieda Harris
Pour les articles homonymes, voir Harris.
Lady Frieda Harris, née Marguerite Bloxam à Londres en 1877 et morte le 11 mai 1962 à Srinagar en Inde, est une artiste, dessinatrice et occultiste anglaise. Elle a dessiné le tarot de Thoth d'Aleister Crowley, qu'ils ont conçu ensemble.

## Biographie

La croix thélémite, utilisée au dos des cartes du tarot de Thoth, mise en couleurs par Frieda Harris.

Lady Frieda Harris est la fille du chirurgien John Astley Bloxam. Elle se marie en avril 1901 avec Percy Harris (en), membre du parti libéral anglais. Ils ont deux enfants, Sir Jack Harris (en) (1906-2009) et Thomas né en 1908.
Elle conçoit des illustrations pour les tapis de loge (tracing boards), qui constituent des repères symboliques lors de tenues maçonniques.
Elle entretient une correspondance avec Aleister Crowley, son ami de longue date, au moins entre 1939 et 1943. Ils collaborent à la création du tarot de Thoth, et Le Livre de Thoth paraît en 1944. Frieda Harris en dessine les cartes. Elle s'inspire de la géométrie synthétique projective.